# David Silk
David William Silk –conocido como Dave Silk– (Butte, 18 de octubre de 1965) es un deportista estadounidense que compitió en patinaje de velocidad sobre hielo.
Ganó una medalla de bronce en el Campeonato Mundial de Patinaje de Velocidad sobre Hielo de 1988. Participó en los Juegos Olímpicos de Calgary 1988, ocupando el sexto lugar en la distancia de 5000 m.

## Palmarés internacional
| Campeonato Mundial | Campeonato Mundial | Campeonato Mundial | Campeonato Mundial    |
| Año                | Lugar              | Medalla            | Prueba                |
| ------------------ | ------------------ | ------------------ | --------------------- |
| 1988               | Almá-Atá (URSS)    | Medalla de bronce  | Clasificación general |